# Projet 368
 (décembre 2018).
Le Projet 368 ou Classe TL-1 est un projet de classe de repêcheur de torpille de la marine russe.

## Historique
Afin de soutenir les tirs de torpilles de 1960 à 1977, environ 100 unités de torpilleurs du Projet 368 ont été construites pour la marine soviétique. Il a été remplacé par le projet 1388.

## Galerie d'images

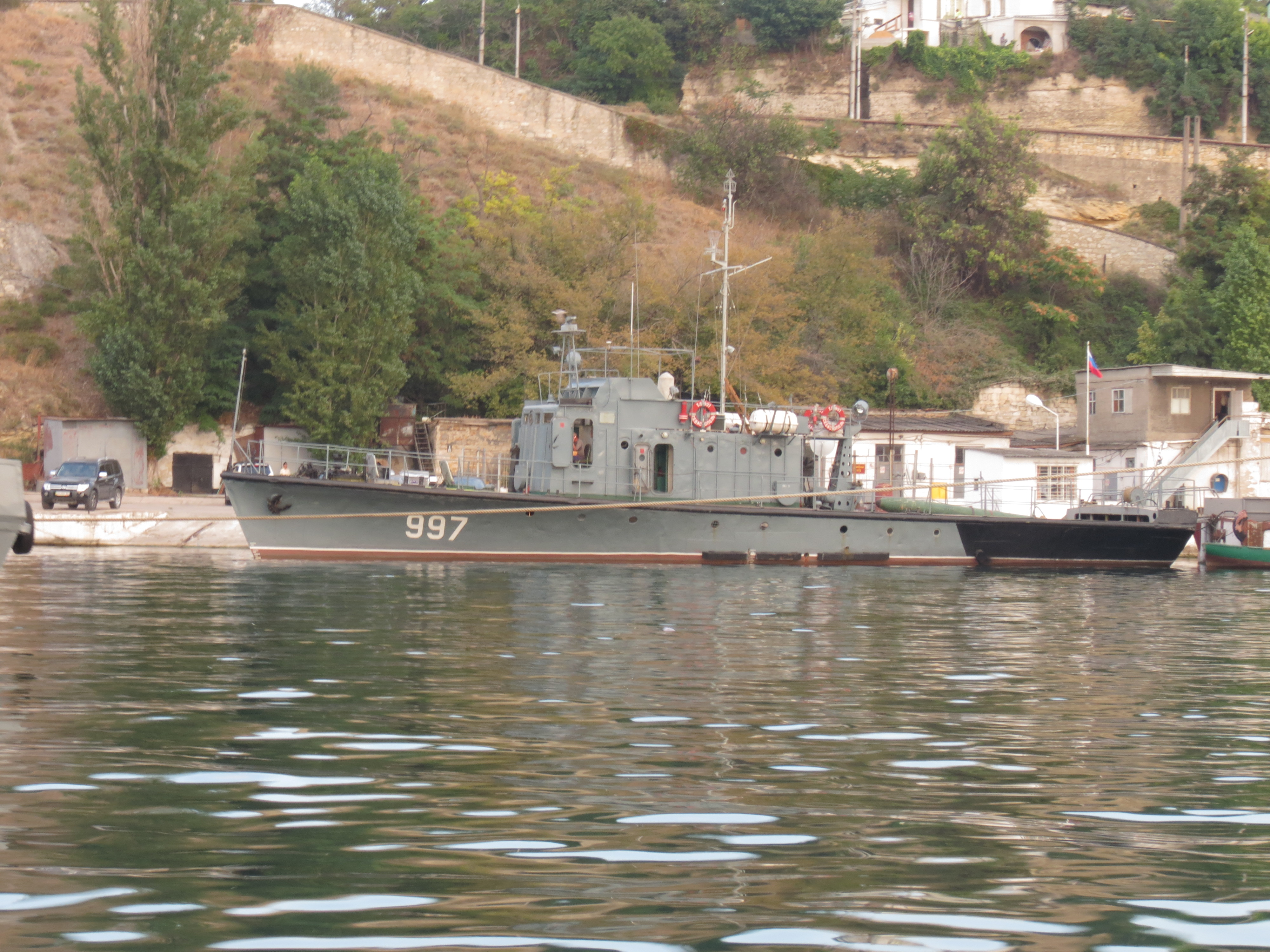
Torpilleur "TL-997" à Sébastopol, Ukraine.
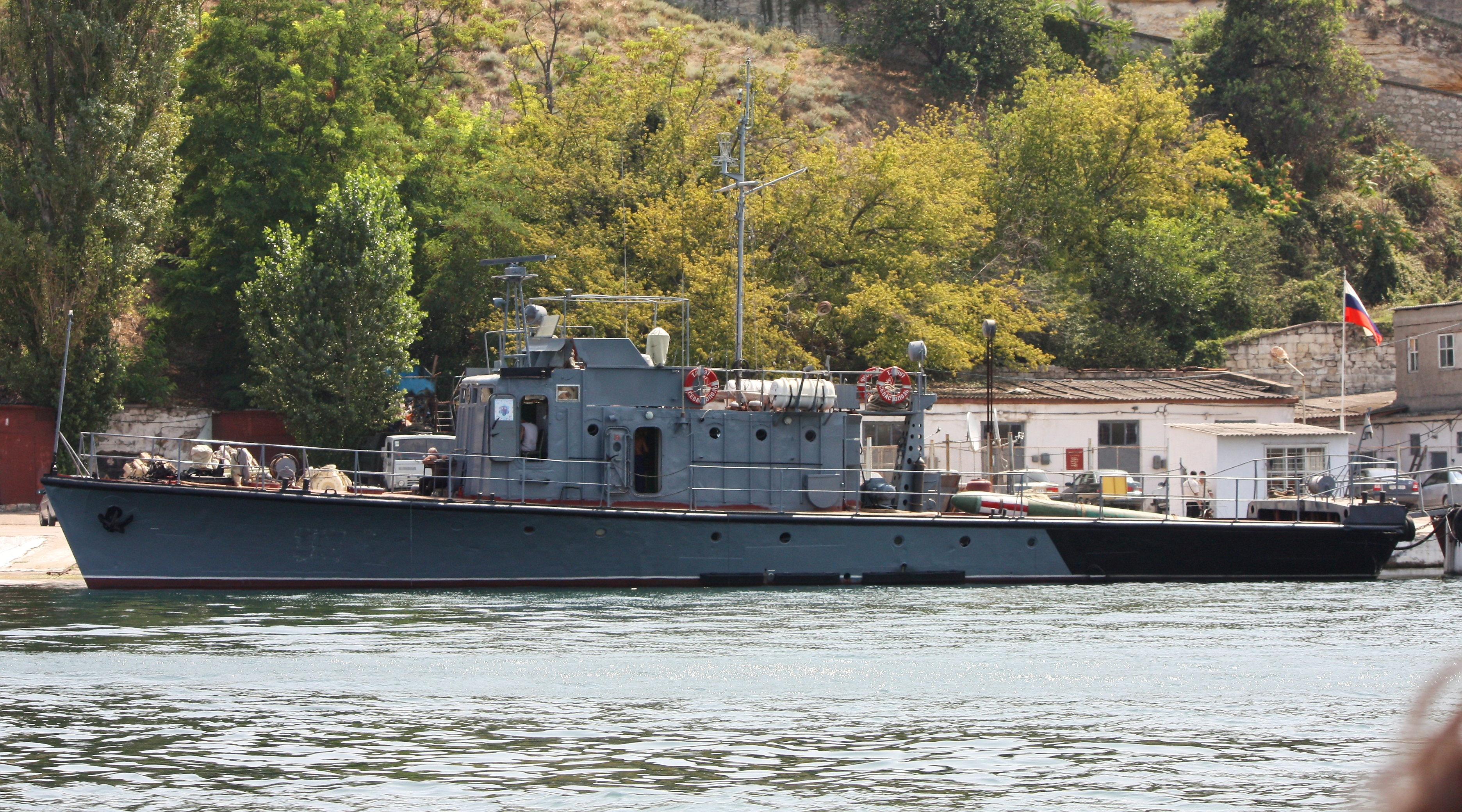
TL-997 (russe ТЛ-997) de la flotte russe de la mer Noire dans le port de Sébastopol en Ukraine.